# Sallen
Sallen é uma comuna francesa na região administrativa da Normandia, no departamento Calvados. Estende-se por uma área de 11,43 km². Em 2010 a comuna tinha 311 habitantes (densidade: 27,2 hab./km²).